# Xiong Mengjing
Xiong Mengjing (chinesisch 熊梦静, Pinyin Xióng Mèngjìng, * 26. Februar 1994) ist eine chinesische Badmintonspielerin. 

## Karriere
Xiong Mengjing startete 2011 und 2012 in der chinesischen Badminton-Superliga, 2013 bei den chinesischen Nationalspielen, wo sie mit dem Damenteam aus Jiangsu Silber gewann. Bei den Chinese International 2014 und dem Malaysia Grand Prix Gold 2014 belegte sie ebenfalls Rang zwei.